# Europe des Dix

En bleu, les États membres de l'Europe des Dix (entre 1981 et 1986)

Cet article court présente un sujet plus développé dans : Élargissement de l'Union européenne.

## Entre 1981 et 1986
Il s’agit de (par ordre d'entrée et par ordre alphabétique) : Allemagne de l’Ouest, Belgique, France, Italie, Luxembourg, Pays-Bas, Danemark, Irlande, Royaume-Uni, Grèce.